# Rodrigo Paz Pereira
Rodrigo Paz Pereira (Santiago de Compostela, 22 de septiembre de 1967) es un político hispano-boliviano, que se desempeña como senador nacional en la Asamblea Legislativa Plurinacional de Bolivia por la alianza política Comunidad Ciudadana en representación del departamento de Tarija desde 2020. Es candidato presidencial en segunda vuelta de las elecciones generales de Bolivia de 2025.

## Familia y primeros años
Rodrigo Paz es hijo del expresidente Jaime Paz Zamora, y sobrino nieto del también expresidente Víctor Paz Estenssoro, nació el 22 de septiembre de 1967 en el exilio en la ciudad de Santiago de Compostela en España, vivió en distintos países debido a los gobiernos militares y por la trayectoria política de su padre. Durante su niñez y adolescencia, tuvo que pasar el saber de la desaparición o muerte de personas de su entorno familiar. Su madre, Carmen Pereira, sobrevivió a  un inexplicable accidente automovilístico en el exilio en Bogotá, Colombia, y su padre, Jaime Paz, fue el único sobreviviente de un catastrófico accidente aéreo ocurrido en 1980; atentado planeado por el gobierno dictatorial de Luis García Meza, a pesar de haber sobrevivido al atentado, el accidente le dejó graves quemaduras en el cuerpo y en el rostro.

### Educación
Estudió en colegios jesuitas de distintos países. Cuando se instauró la democracia en Bolivia, salió bachiller del colegio San Ignacio de La Paz. Obtuvo el título en Economía y Relaciones Internacionales, y culminó una maestría en Gestión Política  en la American University de Estados Unidos. Contrajo matrimonio con Mari Elena Urquidi, fruto del matrimonio nacieron cuatro hijos.
Desde el 2002 estuvo participando activamente en la política regional y nacional.

### Matrimonio y descendencia
Rodrigo Paz contrajo nupcias con María Elena Urquidi Barbery, apodada Marilena. El matrimonio tuvo cuatro hijos: Catalina, Alicia, Paulino y Elena Paz Urquidi, todos ellos nacidos en la ciudad de La Paz.
A través de su abuela paterna Marilena Urquini desciende de la familia Tezanos Pinto, de gran relevancia en la historia sudamericana, que la emparentan con el canciller boliviano Arturo Gutiérrez de Tezanos Pinto, la primera dama argentina Leonor Tezanos Pinto de Uriburu, los presidentes chilenos Francisco Antonio y Aníbal Pinto, el ministro peruano Jaime Freundt-Thurne Oyanguren de Tezanos Pinto, y el constituyente venezolano Jorge Olavarría de Tezanos Pinto.

## Alcalde de Tarija (2015-2020)
En 2015 Paz Pereira se presentó a elecciones para ser alcalde de la ciudad de Tarija en representación de la agrupación política Unidos para Renovar (Unir), ganando con un 55% de los votos. Se caracterizó por seguir el  activismo de centroizquierda progresista. Al año siguiente tuvo distintos conflictos con el partido político que representó en las elecciones, en especial con el líder de éste, Oscar Montes Barzón.
En abril de 2018, en un evento en la ciudad de Tarija el vicepresidente de Bolivia Álvaro García Linera, invitó a Paz Pereira a formar parte de su partido político Movimiento al Socialismo (MAS), diciendo que: "No sabía que se quedó sin partido político. Usted sabe que las puertas (del MAS) están siempre abiertas, y lo digo sinceramente", esto fue debido a las declaraciones anteriores de Paz Pereira en las que había mencionado que se había quedado sin partido ya desde el 2017. Paz Pereira rechazó la invitación mencionando lo siguiente: "Agradezco la invitación, pero lo importante es concluir la gestión municipal con un municipio que tenga resueltos los problemas de la falta de salud, agua, de seguridad ciudadana".
Paz Pereira fue invitado en agosto de 2018 a la asunción de Mario Abdo Benítez como presidente de Paraguay, la ceremonia fue dada en el Palacio de Gobierno paraguayo ante varios mandatarios extranjeros, fue el primer alcalde de un municipio de Bolivia en ser invitado a este tipo de actos. En el evento logró dialogar sobre ámbitos socioeconómico con diferentes autoridades sudamericanas, destacando el presidente recién posesionado del Paraguay Mario Abdo y el presidente de Colombia Iván Duque Márquez; esto sirvió para posesionar a la capital tarijeña en punto estratégico en el comercio y la economía, debido a que Tarija estuvo —en ese momento— dentro de la visión del Corredor Bioceánico.
A finales de 2018 presentó la agrupación ciudadana Primero la Gente (PG), que mantiene su política activista de centroizquierda progresista[cita requerida], aunque se basa también en ideologías del partido político de su padre Movimiento de Izquierda Revolucionaria.
Durante su gestión como alcalde, Paz Pereira adjudicó la construcción de un puente vehicular sobre el río Guadalquivir, una obra que con el tiempo fue conocida mediáticamente como el “Puente Millonario” debido a su elevado costo, superior a los Bs 73 millones. La obra quedó inconclusa al finalizar su mandato y fue concluida años después por la siguiente administración municipal. En 2025, el Ministerio Público lo imputó formalmente por presuntas irregularidades en el proceso de contratación y ejecución del proyecto.

## Senador (2020-2025)
Para las elecciones generales del 18 de octubre de 2020, Paz Pereira apoyó al candidato de la alianza política Comunidad Ciudadana, Carlos Mesa, adhiriéndose también los postulantes por el senado. Tras la victoria del masista Luis Arce Catacora y quedando en segundo lugar Carlos Mesa, Paz Pereira quedó como senador por Tarija representando a Comunidad Ciudadana.
Como senador de Bolivia, desde 2020, se ha caracterizado por defender y abogar por la descentralización[cita requerida], las autonomías[cita requerida], el patriotismo constitucional[cita requerida], el progresismo[cita requerida] y la democracia liberal[cita requerida], expresando a una vía socioliberal[cita requerida]. 
Dentro del espectro político se encuentra en entre el centro y la centroderecha. De igual manera muestra una vista transversal con respecto al espectro político.
Se presentó como candidato presidencial a las elecciones de 2025. Buscando una sigla para oficializar su candidatura, el hasta el 22 de abril firmó una alianza electoral con el Partido Democrata Cristiano «PDC». El 12 de mayo presentó a su candidato a vicepresidente, el presidente de la Federación de Empresarios Privados de Potosí, Sebastián Careaga, quien el día 17 del mes anunció su renuncia como acompañante de fórmula y se retiró de la alianza con Paz Pereira para postularse como primer candidato a senador por el departamento de Potosí por la alianza Unidad de Samuel Doria Medina. Al día siguiente el excapitán de la Policía Boliviana, Edman Lara, fue presentado como acompañante de fórmula de Paz Pereira.
En su campaña manifesta su tendencia socioliberal, proponiendo una agenda de 50/50, dividir en partes iguales el presupuesto nacional entre el Estado central y los gobiernos subnacionales —incluidas las universidades públicas—, enfocándose en una descentralización y autonomía presupuestaria. La instauración del capitalismo popular, bajo el lema: «capitalismo para todos», y explica que se parte reconociendo de manera realista la dinámica económica que existe en Bolivia, el cual para él sería un «capitalismo productivo y comercial».
El acceso a créditos con condiciones favorables, la reducción de impuestos. Se mantiene contrario a los préstamos de organismos financieros internacionales. También se pronunció a favor de liberación de exportaciones; y, en cuanto a las importaciones, dijo que declarará arancel cero para los productos, excepto los que se producen en Bolivia.
Además, propone políticas de energías limpias, reduciendo la dependencia nacional de los hidrocarburos para transformar la matriz energética del país. En su plan de gobierno plantea políticas contra la violencia de género, mencionando la vulnerabilidad de la comunidad LGBT, mayores índices de exclusión y estigmatización y la problemática de la violencia contra las mujeres.
Planteó modificar la Constitución para no permitir la reelección y sugirió armar una comisión encabezada por el expresidente de Bolivia y expresidente de la Corte Suprema de la Justicia, Eduardo Rodríguez Veltzé, para una reforma judicial.
Dentro de sus actividades políticas se destaca:
- (Desde el 2020) Senador de Comunidad Ciudadana.
- (2015-2020) Alcalde de Tarija.[26]
- Líder de la agrupación ciudadana Primero la Gente.
- Exlíder de la agrupación ciudadana UNIR.
- (2010) Fue presidente del Concejo Municipal de Tarija.
- (2005-2009) Diputado de PODEMOS en la legislatura.
- (2005)  Circunscripción 46.
- (2002)  Diputado de las provincias de Avilés y Méndez en el departamento de Tarija.